# Dracma (volume)
O dracma líquido (fluid dram) é uma medida de volume usada para indicar o conteúdo de alguns recipientes. O dracma líquido britânico é igual a 3,55163303281 ml e o dracma líquido estadunidense é igual a 3,69669119531 ml

## Dracma líquido britânico ou imperial
Um dracma líquido britânico equivale a:
- 0,125 onças líquidas britânicas
- 3 escrópulos líquidos
- 60 minims britânicos

## Dracma líquido estadunidense
Um dracma líquido estadunidense equivale a:
- 0,125 onças líquidas estadunidenses
- 60 minims estadunidenses